# Soszky
Soszky (ukr. Сошки) – wieś na Ukrainie, w obwodzie chmielnickim, w rejonie szepetowskim, w hromadzie Łenkiwci. W 2001 liczyła 182 mieszkańców, wśród których 176 wskazało jako ojczysty język ukraiński, a 6 rosyjski.